# Castelo de Elda

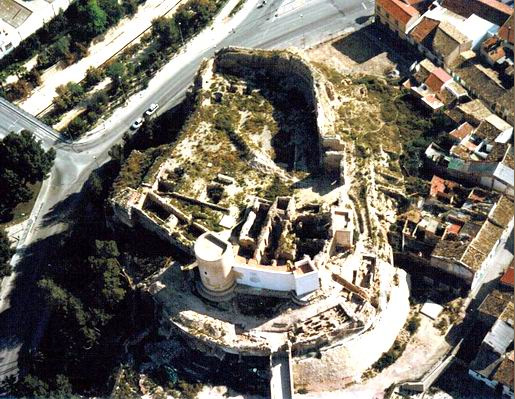
Castelo de Elda, Espanha.

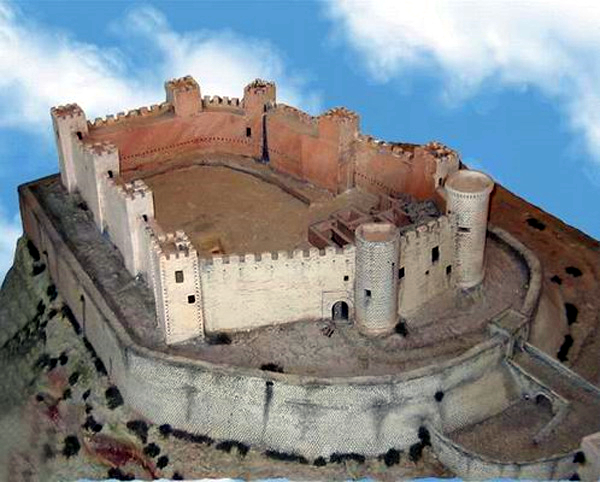
Castelo de Elda, Espanha: maquete de seu primitivo aspecto no museu etnológico da cidade.

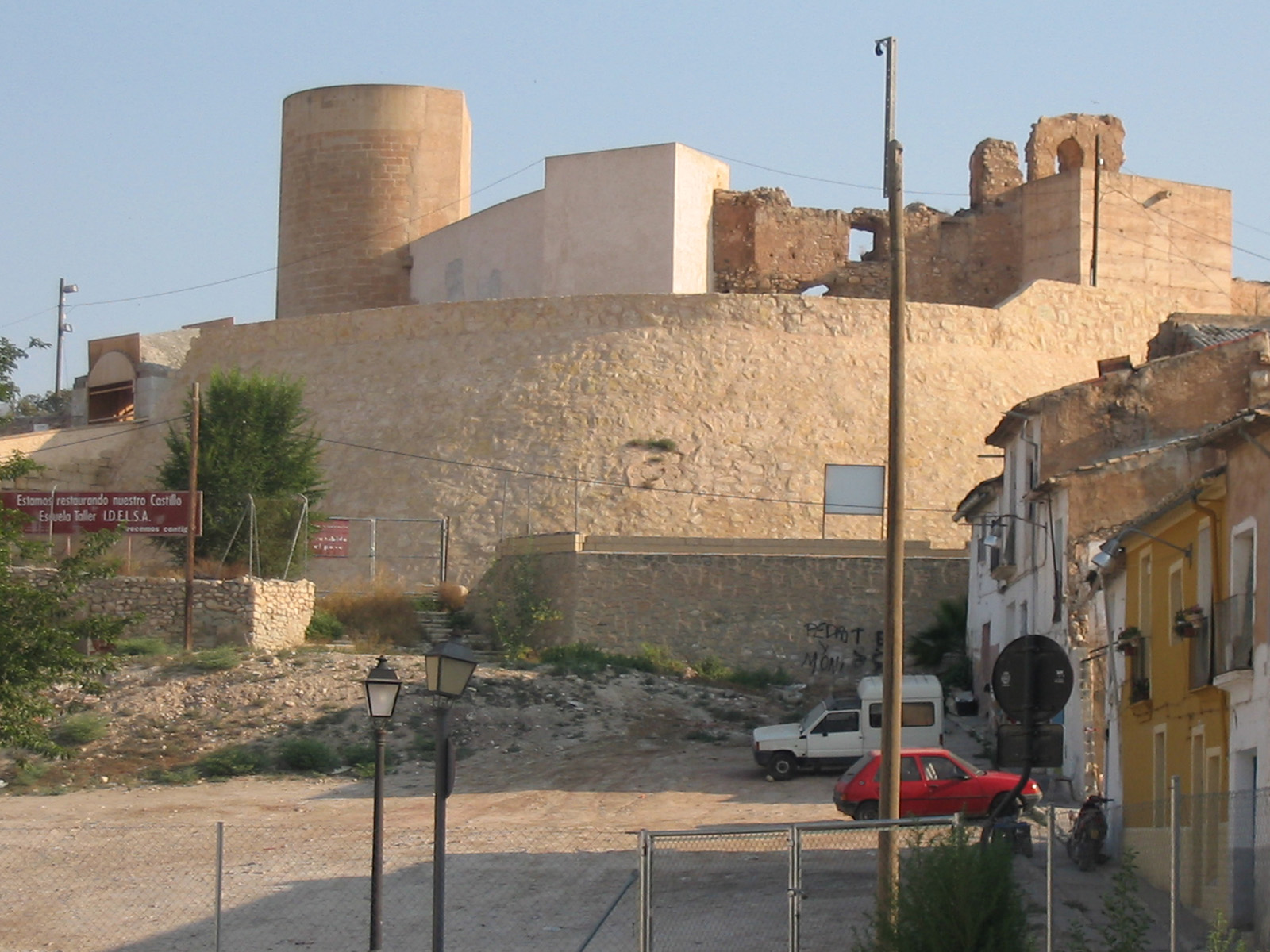
Castelo de Elda, Espanha: trabalhos de restauração.

O Castelo de Elda localiza-se no termo do município de Elda, na província de Alicante, na comunidade autónoma da Comunidade Valenciana, na Espanha.

## História

### Antecedentes
A derrota das forças do Califado Almóada na batalha de Huete (Cuenca, 1172), e o perigo do avanço da Reconquista cristã na região, levaram a que o reino taifa de Múrcia incentivasse o povoamento e fortificasse lugares estratégicos no vale do rio Vinalopó. Entre estes, encontrava-se a primitiva fortificação de Elda, que onde, numa pequena elevação junto ao rio, foi erguida uma alcáçova entre 1172 e 1243, com a função de proteger a comunidade que se desenvolveu ao seu redor, como o atestam os vestígios arqueológicos encontrados no centro histórico da cidade.

### O período cristão
Após a Reconquista, entre meados do século XIII e inícios do século XV, a fortificação e a comunidade mergulharam em um período conturbado, mudando por diversas vezes de senhor, em cessões, compras e vendas, que alteraram a sua estrutura e fisionomia, de acordo com a época e os respectivos acontecimentos políticos e militares. A fortificação participou activamente destes últimos, utilizada como base de operações na região.
Nesta fase, o castelo manteve, em suas grandes linhas, a estrutura defensiva herdada do período islâmico. Não obstante, tiveram lugar novas obras e melhorias em seu aspecto defensivo, tais como o reforço nas muralhas e torres que a amparam. A maior parte das benfeitorias, entretanto, ocorreu no seu aspecto residencial, transformando a fortificação em lugar de habitação para os seus sucessivos senhores. A recente pesquisa arqueológica leva a crer que, entre a conquista cristã do castelo e o ano de 1308, terá sido erguida a Igreja de Santa Maria do Castelo, provavelmente o primeiro templo cristão da Elda medieval. Do final do século XIII até ao início do século XVI, as zonas extra-muros Sul e Sudeste do castelo foram utilizadas como locais de enterramentos.

### Do século XV ao XVIII
Em finais do século XIV e princípios do XV sofreu uma importante modificação, quando tiveram lugar obras de ampliação e reforço nas suas muralhas, aumentando o efectivo da sua guarnição e sua capacidade defensiva. Nessa época, pertenceu a dona Violante e, posteriormente, aos condes de Cocentaina, os Corella. Por necessidades económicas, a 4 de Setembro de 1513 o conde vendeu as povoações de Elda, Petrer e Salinas a Juan de Coloma, de origem judia.
A residência da família Coloma nestes domínios durante todo o século XVI e parte do XVII, deu lugar à definitiva transformação da fortificação medieval em palácio condal. As alterações são bastante perceptíveis tanto no aspecto externo quanto interno, como por exemplo, no portão de acesso, na construção de torres circulares e de uma série de habitações de carácter mais ou menos senhorial, destacando-se uma pequena capela, uma cisterna de grandes dimensões, dependências domésticas e de serviço, que foram sendo aterradas e que, até ao momento não foram escavadas pelos arqueólogos.
A decadência da fortificação iniciou-se após um período de crescimento económico no século XVI. A expulsão da população mourisca acarretou sérios prejuízos económicos aos condes de Coloma, pela insuficiente arrecadação de impostos, e que por essa razão se viram forçados a mudar-se para Valência, onde vieram a fixar residência.

### O século XIX
No século XIX o processo de decadência acelerou-se: devido às mudanças políticas vividas no país, o imóvel foi adquirido pela Coroa Espanhola em 1841, e logo leiloado por 121.000 reais em 1848. Após uma tentativa de demolição em 1842, a fim de se construir uma ponte sobre o Vinalopó com o aproveitamento da sua silharia, e do projecto para transformá-lo em uma prisão, em 1844, para o Julgado de 1ª Instância, chegou-se a abrigar nas suas dependências um espaço para a realização de funções teatrais, actuação de cómicos e corrida de novilhos, em 1846.
O seu novo proprietário, Pedro León Navarro y Vidal (1866-1886), mestre de obras, demoliu-o, período em que foi espoliado de seus mármores, silharia, madeiras, artesanato, mobiliário, metais, e outros.
Por fim, em 1879 foi construída a ponte sobre o Vinalopó, cujas colunas e arcadas consumiram a silharia das torres circulares.

### Do século XX aos nossos dias
O conjunto encontra-se sob a protecção da Declaração genérica do Decreto de 22 de Abril de 1949, e da Lei no. 16/1985 sobre o Património Histórico Espanhol.
Actualmente o castelo encontra-se em ruínas, restaurado parcialmente. Estudos e exposições empreendidos por D. Teófilo Rico Verdú, vêm impulsionando acções que tem permitido conhecer e recuperar o monumento. Entre estes destaca-se um trabalho em multimédia sobre a possível configuração do castelo-palácio com vistas internas das dependências reconstruídas, e o seu possível aproveitamento para um espaço museológico. O trabalho levou três anos de investigação arqueológica, com a assessoria do arqueólogo municipal e director do Museu Arqueológico da cidade de Elda.